# Mabea standleyi
Mabea standleyi är en törelväxtart som beskrevs av Julian Alfred Steyermark. Mabea standleyi ingår i släktet Mabea och familjen törelväxter. Inga underarter finns listade i Catalogue of Life.